# 計量法
計量法（けいりょうほう、英: Measurement Act、平成4年5月20日法律第51号）は、計量の基準を定め、適正な計量の実施を確保し、もって経済の発展および文化の向上に寄与すること（第1条）に関する日本の法律である。
経済産業省が所管する。

## 概要
1952年（昭和27年）3月1日に施行された旧計量法（昭和26年法律第207号）を全面改正して、1992年（平成4年）に制定された。もともとは日本における計量の基準を定め、取引が統一基準の下に行われることを目的とした法律（度量衡法）であったが、現在の計量法は国際単位系 (SI) の採用により、国際的に計量基準を統一することと、各種計量器の正確さを維持するためのトレーサビリティの維持を主な目的としている。（併せて「用途を限定する非SI単位」が定義されている。）
また、計量の専門家である計量士（環境に関する計量については、環境計量士）の育成、環境問題への対応のための環境計量への対応がなされている。
現在、計量法令の課題は日本産業規格（JIS規格）との整合性を図ることであり、そのために計量法令での具体的規定を、JISを参照するようにすることが検討され、特定計量器の技術基準については、計量法施行規則においてJISを引用する形への改正が、2005年4月の改正で、抵抗体温計等3器種の技術基準に関するJISが初めて省令に引⽤され、2016年1月の改正において全特定計量器の技術基準のJIS引⽤が完了した。
附属法令に、計量単位に関する事項を定めた計量単位令（平成4年政令第357号）、計量法関係の手数料を定めた計量法関係手数料令（平成5年政令第340号）と、それ以外の事項について定めた計量法施行令（平成5年政令第329号）があり、それぞれに対応する経済産業省令（計量単位規則・計量法関係手数料規則・計量法施行規則・計量法第十六条第一項第二号イに規定する指定検定機関を指定する省令・計量法第百三十五条第一項に規定する指定校正機関を指定する省令）がある。

## 法定計量単位
計量法は、「物象の状態の量」のうち、熟度の高いもの72量（第2条第1項第1号）と、熟度の低いもの17量（第2条第1項第2号、計量単位令第1条）の、合計89量について計量法上の「計量」の対象としている。この89量以外の量を計ることは計量法上の計量とは扱われない。
A 熟度の高いものとして、次の72量（典型72量）を計量法第2条第1項第1号で定めている。
1. 長さ
2. 質量
3. 時間
4. 電流
5. 温度
6. 物質量
7. 光度
8. 角度
9. 立体角
10. 面積
11. 体積
12. 角速度
13. 角加速度
14. 速さ
15. 加速度
16. 周波数
17. 回転速度
18. 波数
19. 密度
20. 力
21. 力のモーメント
22. 圧力
23. 応力
24. 粘度
25. 動粘度
26. 仕事
27. 工率
28. 質量流量
29. 流量
30. 熱量
31. 熱伝導率
32. 比熱容量
33. エントロピー
34. 電気量
35. 電界の強さ
36. 電圧
37. 起電力
38. 静電容量
39. 磁界の強さ
40. 起磁力
41. 磁束密度
42. 磁束
43. インダクタンス
44. 電気抵抗
45. 電気のコンダクタンス
46. インピーダンス
47. 電力
48. 無効電力
49. 皮相電力
50. 電力量
51. 無効電力量
52. 皮相電力量
53. 電磁波の減衰量
54. 電磁波の電力密度
55. 放射強度
56. 光束
57. 輝度
58. 照度
59. 音響パワー
60. 音圧レベル
61. 振動加速度レベル
62. 濃度
63. 中性子放出率
64. 放射能
65. 吸収線量
66. 吸収線量率
67. カーマ
68. カーマ率
69. 照射線量
70. 照射線量率
71. 線量当量
72. 線量当量率

B 熟度の低いものとして、次の17量を計量単位令第1条で定めている。
1. 繊度
2. 比重
3. 引張強さ
4. 圧縮強さ
5. 硬さ
6. 衝撃値
7. 粒度
8. 耐火度
9. 力率
10. 屈折度
11. 湿度
12. 粒子フルエンス
13. 粒子フルエンス率
14. エネルギーフルエンス
15. エネルギーフルエンス率
16. 放射能面密度
17. 放射能濃度

### SI単位との関係による分類
計量法は、上記の72量に係る計量単位をSI単位（国際単位系 (SI) に掲げられている単位）であるか、非SI単位であるかによって、条項を分けて規定している。
- 表1 SI単位に係る計量単位　65量132単位（法第3条）[2]
なお、経済産業省では、「時間の『分 (min)』、『時 (h)』、質量の『トン (t)』などはSI単位ではないが、計量法ではこれらもSI単位に準ずる計量単位として第3条に含めている。」としている[3]。
- 表2 SI単位のない量の非SI単位　7量9単位（法第4条1項）[4]
- 表3 SI単位のある量の非SI単位　5量18単位（法第4条2項）[4]。この5量はすべて表1の65量に含まれている。

## 計量単位と単位記号の規範性

### 法定計量単位の定義
- 法定計量単位：72量159単位（65量132単位 + 7量9単位 + 18単位）、これらにSI接頭語を付した単位
- 非法定計量単位：法定計量単位以外の単位

### 計量単位の規範性
計量法は、その第8条第1項で「非法定計量単位」を「取引又は証明」（後述）に用いることを禁じている。この違反は50万円以下の罰金である（第173条第1号）。
ここで注意しなければならないのは、法定計量単位を用いなければならないのは、72量の物象の状態の量についてのみであって、それ以外の「物象の状態の量」（計量単位令第1条で定める17量を含む。）については、計量法の規制外であり、取引・証明に使用しても何ら構わない。
取引・証明（後述）以外における計量単位の使用については規制がなく、法律上は任意である。しかし、計量法の目的に照らせば非法定計量単位の使用が普及することは望ましくなく、72量の計量には法定計量単位を使用することが望ましい。
法定計量単位とともに、括弧書きで非法定計量単位を併記することは許容されている。ただし計量器の目盛りについては併記できない（後述）。
許容の例：167.32 m2（約50.6坪）（坪#不動産取引と坪）

#### 計量器
72量の計量に使用する計量器であって非法定計量単位による目盛又は表記を付した計量器は、販売し、又は販売の目的で陳列してはならない（計量法第9条第1項）。たとえ非法定計量単位に法定計量単位が併記されていても（例えば、°F に °C が併記）、販売することはできない。この違反は50万円以下の罰金である（法第173条第1号）。72量以外の量を計量する場合にはこの規制は働かない。

#### 暦の単位の場合
例えば、m3/日 は計量単位令には定められていないが使用することができる。これは、「日」が計量単位ではなく「暦の単位」とされているからである。

#### 適用除外
輸出入に係る取引・証明、輸出される計量器には非法定計量単位を用いることができる（法8条3項、9条2項）。

### 単位記号の規範性
単位記号について、計量法第7条は、「計量単位の記号による表記において標準となるべきものは、経済産業省令で定める。」としている。経済産業省令（計量単位規則）で定める記号は、「標準となるべきもの」であるので、「取引・証明」に用いる場合に必ずこの記号を用いなければならないというわけではない。また別の記号を用いても罰則が伴うものではない。
ただし特定計量器に付する記号については、計量単位規則に掲げられている記号を用いなければ、検定に合格できない。家庭用計量器（体重計、キッチンスケールなど）は検定を受ける必要はないが、記号については同様である（技術基準〈JIS B 7613:2015〉に適合し、いわゆる「丸正マーク」を付けなければならない）。

#### 単位記号の推奨
取引・証明の場合であれ、それ以外の場合であれ、計量法の目的に照らせば法定外の単位記号が普及することは望ましくなく、定められた単位記号を用いることが望ましい。

### 国際単位系 (SI) の規範性
日本国内では、計量に関する規制は専ら計量法によっている。したがって、天文単位 (au)、ダルトン (Da)、電子ボルト (eV)、ネーパ (Np)などは、国際単位系 (SI) に規定がある計量単位（ただしSI併用単位）であるが、計量法には規定がないので、取引・証明に用いることはできない。
カタール (kat) は国際単位系に規定される酵素活性の組立単位であるが、酵素活性は計量法における「物象の状態の量」ではないので、カタールを取引・証明に用いることは任意である。
SI単位の使用の規制は、計量法とは異なり「取引・証明」に用いる場合に限定されておらず、様々な場面で使用することが想定されている。ただし、SI単位、SI併用単位を使わないことに何らかの罰則が伴うものではない。

#### SIを用いる場合の単位記号
SIは、「正しい単位記号を用いるということは必須 (mandatory) である．」と規定しており、計量法に比べて、単位記号の使用について強い規定を定めている。例えば、sec（s の代用）、sq mm（mm2の代用）、cc（cm3の代用）、mps（m/s の代用）などの使用を認めていない。

## 取引、証明とは
計量法第8条は、非法定計量単位（法定計量単位でない単位）を取引又は証明に用いてはならない、と定めている。これに違反した者は、第173条により、50万円以下の罰金に処せられる。ここで言う「取引・証明」の意義、取引・証明に当たる行為、当たらない行為は次の通りである。

### 取引における計量
| 「取引」の定義：有償であると無償であるとを問わず、物又は役務の給付を目的とする業務上の行為（計量法第2条第2項） |

取引における計量とは、1)契約の両当事者が、2)その面前で、3)ある計量器を用いて一定の物象の状態の量の計量を行い、4)その計量の結果が契約の要件となる計量をいう。計量した物品に計量の結果を表示する場合については、その物品が取引の対象となり、表示した計量の結果が契約の要件となるときは、その表示をするための計量は、取引における計量に該当する。
工程管理における計量等、内部的な行為にとどまり、計量の結果が外部に表明されない計量や契約の要件にならない計量は含まれない。内部の工程管理における計量結果の表明であり、工程管理上その計量結果の表示を用いる場合は、その表示のための計量は取引における計量に該当しない。

#### 取引に該当するもの
具体的には、次のようなものが、「取引」に該当する。つまり、「計量の結果が契約の要件となる計量」である。
- 物品の質量による計量販売（牛肉500グラム）
- 物品の規格値による取引（10ニュートンの力に耐える木材）
- 関係会社、協力会社を問わず、他社又は他法人などとの、“有償であると無償であるとを問わず、物又は役務の給付を目的とする業務上の行為”[18]
- 農家が庭先で農産物を販売する際の計量
- 服地販売に際しての長さの計量
- 倉庫に物品を保管する際の保管料算定のための長さ、体積の計量
- 委託加工賃を物品の質量等によって決定する際の計量
- 店舗の賃借料を決定する際の面積の計量
- 内容量の表示（缶詰、びん詰め、ジュース等）
- 契約書上での表示（○○○万円/ｍ2など）
- 仕様書（商取引に伴う表示）
- 計量器への計量目盛、計量単位の付与[19]

### 証明における計量
| 「証明」の定義：公に又は業務上他人に一定の事実が真実である旨を表明すること（計量法第2条第2項） |

「公に」、「業務上」、「一定の事実」、「真実である旨を表明すること」の解釈は以下のとおり。
公に公機関が、又は公機関に対して、であること。
業務上継続的、反復的であること。
一定の事実一定のものが一定の物象の状態の量を有すること。特定の数値で表されるのが一般的であるが、ある一定の水準に達したか、達していないかという事実も含まれる。
真実である旨を表明すること真実であることについて一定の法的責任等を伴って表明すること。参考値を示すなど、単なる事実の表明は該当しない。

#### 証明に該当するもの
具体的には、次のようなものが、「証明」に該当する。
- 土地の登記のための測量
- 工場などが都道府県に提出する排水量の計量
- 製品の品質性能証明
- 健康診断書に記載された体重測定結果
- 自治体が一般に公表するために行う濃度等の計量
- 国税庁が行う酒税賦課のためのアルコール濃度の計量

### 取引又は証明に該当しないもの
次のようなものは、「取引又は証明」に該当しない。
- 計量の結果が外部に表明されない計量や契約の要件にならない計量
  - 工程管理における計量
  - 製造工程における内部的な計量
- 研究所等で行う内部的な各種計量
- 家庭内での計量（家事における計量）
  - 日曜大工などにおける計量
- 銭湯に設置したはかりを使用しての計量（単なる自己の健康管理用）
- 参考値の付与
- 契約書に添付する参考資料
- カタログ上の数値
- 取扱説明書
- 広告類
- 新聞、テレビ等におけるニュース報道等
- スポーツ、ゲームなど取引又は証明に関係の無い日常生活における単位の使用
- 学術論文など学術研究における単位の使用
- 学術書等の書物上での事実の表示
- 学校教育において、教育上の観点から教育段階に応じて適当と判断されて定められた単位の使用
- 友人間等での一回的な物品のやりとりの際に行う計量（業務上とは認めがたいもの）

取引又は証明に用いられない計量単位については、計量法の規制の対象とならないが、計量法の目的に照らせば非法定計量単位の使用が普及することは望ましくなく、法定計量単位を使用することが望ましい。

## 用途を限定する非SI単位
計量法第5条第2項は特殊の計量に用いる計量単位として、計量単位令別表第6に示す以下の26単位を規定している。これらの単位は、その限定された用途にのみ用いることができるが、その他の用途に用いることは禁止されている。これの単位は全て非SI単位である。ヘクタール (ha) のみがSI併用単位である（アール (a) はSI併用単位ではないことに注意）。
- 長さ
  - 海里（M 又は nm）、（海面又は空中における長さ）
  - オングストローム (Å)、（電磁波の波長・膜圧・物体表面の粗さ・結晶格子に係る長さ）
- 質量
  - カラット (ct)、（宝石の質量）
  - もんめ (mom)、（真珠の質量）
  - トロイオンス (oz)、（金貨の質量）
- 角度
  - 点 (pt)、（航海、航空に係る角度）
- 面積
  - アール (a)
  - ヘクタール (ha)、（土地の面積）
- 体積
  - トン (T)、（船舶の体積）
- 速さ
  - ノット (kt)、（航海、航空に係る速さ）
- 加速度（重力加速度・地震に係る振動加速度）
  - ガル (Gal)
  - ミリガル (mGal)
- 生体内の圧力
  - 水銀柱メートル (mHg)
  - 水銀柱センチメートル (cmHg)
  - 水銀柱ミリメートル (mmHg)
  - 水柱メートル (mH2O)
  - 水柱センチメートル (cmH2O)
  - 水柱ミリメートル (mmH2O)
  - トル (Torr)
  - ミリトル (mTorr)
  - マイクロトル (µTorr)
- 血圧
  - 水銀柱ミリメートル (mmHg)
- 熱量（人若しくは動物が摂取する物の熱量、代謝により消費する熱量）
  - カロリー (cal)
  - キロカロリー (kcal)
  - メガカロリー (Mcal)
  - ギガカロリー (Gcal)

## 構成
- 第1章　総則（第1条・第2条）
- 第2章　計量単位（第3条―第9条）
- 第3章　適正な計量の実施
  - 第1節　正確な計量（第10条）
  - 第2節　商品の販売に係る計量（第11条―第15条）
  - 第3節　計量器等の使用（第16条―第18条）
  - 第4節　定期検査（第19条―第25条）
  - 第5節　指定定期検査機関（第26条―第39条）
- 第4章　正確な特定計量器等の供給
  - 第1節　製造（第40条―第45条）
  - 第2節　修理（第46条―第50条）
  - 第3節　販売（第51条・第52条）
  - 第4節　特別な計量器（第53条―第57条）
  - 第5節　特殊容器製造事業（第58条―第69条）
- 第5章　検定等
  - 第1節　検定、変成器付電気計器検査及び装置検査（第70条―第75条）
  - 第2節　型式の承認（第76条―第89条）
  - 第3節　指定製造事業者（第90条―第101条）
  - 第4節　基準器検査（第102条―第105条）
  - 第5節　指定検定機関（第106条）
- 第6章　計量証明の事業
  - 第1節　計量証明の事業（第107条―第115条）
  - 第2節　計量証明検査（第116条―第121条）
  - 第3節　特定計量証明事業（第121条の2―第121条の6）
  - 第4節　特定計量証明認定機関（第121条の7―第121条の10）
- 第7章　適正な計量管理
  - 第1節　計量士（第122条―第126条）
  - 第2節　適正計量管理事業所（第127条―第133条）
- 第8章　計量器の校正等
  - 第1節　特定標準器による校正等（第134条―第142条）
  - 第2節　特定標準器以外の計量器による校正等（第143条―第146条）
- 第9章　雑則（第147条―第169条の2）
- 第10章　罰則（第170条―第180条）
- 附則
- 別表第一（第3条関係）
- 別表第二（第4条関係）
- 別表第三（第4条関係）

## 資格
- 計量士（一般、環境（騒音・振動、濃度））